# Jean Ausseil
Jean Ausseil, né le 30 avril 1925 à Vincennes et mort le 4 février 2001 à Madrid, est un diplomate français, ambassadeur de France en Uruguay (1975-1978), en Éthiopie (1978-1980), ainsi que Ministre d’État de Monaco de 1985 à 1991.